# Walentin Jeżow
Walentin Iwanowicz Jeżow (ros. Валентин Иванович Ежо́в; ur. 21 stycznia 1921, zm. 8 maja 2004) – radziecki i rosyjski scenarzysta filmowy.
Zasłużony Działacz Sztuk RFSRR.
Absolwent WGIK.
Pochowany na Cmentarzu Trojekurowskim w Moskwie.

## Wybrane scenariusze filmowe
- 1953: Nasi mistrzowie
- 1959: Ballada o żołnierzu
- 1969: Szlacheckie gniazdo
- 1970: Białe słońce pustyni
- 1982: Czerwone dzwony - Meksyk w ogniu
- 1984: Pierwaja konnaja
- 1989: Maria si Mirabella in Tranzistoria
- 1991: Ajooba

## Nagrody i nominacje
Za scenariusz do filmu Ballada o żołnierzu został nominowany do Oscara.
- Nagroda Leninowska